# Museo della storia antica del territorio di Bientina
Il Museo della Storia Antica del territorio di Bientina  è un museo archeologico situato nella ex chiesa di San Girolamo nel centro di Bientina.

## Storia
Il museo è stato inaugurato il 27 novembre del 1999 ed è stato dedicato a Vittorio Bernardi, studioso di arte ed archeologia, promotore di scavi nel territorio bientinese sin dagli anni Cinquanta e collaboratore delle Soprintendenze di Pisa e Firenze . Già dagli anni Cinquanta il Bernardi aveva promosso l'allestimento di un antiquarium che avesse potuto accogliere i reperti rinvenuti nella zona.

## Edificio
La chiesa di san Girolamo è un ex oratorio della prima metà del XVII secolo. L'edificio fu fatto costruire dall'omonima  Confraternita, nata a Bientina nel 1627, con i soldi raccolti dalle elemosine. Nel 1984 la chiesa ha avuto un crollo parziale a cui è seguito un restauro ed un cambio di destinazione d'uso.

## Percorso espositivo
Le scoperte archeologiche dell'area del Lago di Bientina iniziano già nell'Ottocento nel quadro dei lavori di bonifica con ritrovamenti nel comune di Capannori , proseguono alla fine degli anni Venti del Novecento, in località Isola, e poi ancora negli anni Cinquanta (necropoli del Podere 54 e 56) e Novanta (scavi di Fossa 2  e Fossa 5 ).

### Bronzo Finale
I reperti provengono dallo scavo di Fossa 5 . Di  particolare interesse una scodella emisferica carenata di impasto nero bruno, la tazza carenata di impasto nero, alcune olle di forma ovoide ed una fuseruola biconica decorata con scena figurativa.

### Età arcaica
Tra i materiali provenienti dal sito di Fossa 2  si segnalano un'anfora vinaria etrusca, una coppa carenata in bucchero ed alcune olle con labbro svasato.
Delle grandi olle cinerarire, una coppia di orecchini in oro e una lekythos attica provengono invece dall'abitato e dalla necropoli del podere 56.